# Elena Karacențev
Elena Karacențev (n. 2 noiembrie 1960, Leningrad, RSFS Rusă, URSS) este o graficiană moldoveancă de origine rusă, artist plastic, pictoriță, ilustratoare și lector la Facultatea Arte Plastice și Design a Universității Pedagogice de Stat „Ion Creangă” din Chișinău (din 1994).

## Educație
A absolvit Liceul Academic de Stat de Artă „B. V. Johanson”⁠(d) din Sankt Petersburg în 1978, după care a studiat grafică de carte sub îndrumarea profesorilor Evghenii Dmitrievici Epifanov, Irina Ivanovna Ptahova și Kim Li la Institutul Academic de Stat de Pictură, Sculptură și Arhitectură „I. E. Repin”⁠(d) din același oraș între 1979 și 1985.

## Activitate artistică

### Expoziții personale
De-a lungul timpului a avut mai multe expoziții personale:
- Mesaje de la Tristan Tzara "ÎN RE…", organizară de Centrul de Artă Contemporană KSA:K, Centrul Expozițional "Constantin Brâncuși", UAP, Chișinău (1997)
- Lucrări recente, Muzeul Național de Arte Plastice, Chișinău (1998);
- Lumini/gest, Centrul Expozițional "Constantin Brâncuși", UAP, Chișinău (2001);
- Grafică, Centrul Japonez, Chișinău (2003);
- Grafică, Clinica de Medicină Estetică Sancos, Chișinău (2003);
- Grafică, Muzeul Național de Artă al Moldovei, Chișinău (2006, 2016);
- "Reflecții", Centrul Expozițional "Constantin Brâncuși", UAP, Chișinău (2010).

### Expoziții de grup
A avut sute de expoziții în Rusia, Republica Moldova România dar și în restul lumii:
- Expoziția tineretului. Manej, Sankt-Petrsburg (1984);
- Expoziția de primăvară, Sala Uniunii Artiștilor Plastici din Sankt Petrsburg (1985);
- Autumnala, Centrul Expozițional Constantin Brâncuși UAP, Chișinău (1992-2010);
- Saloanele Moldovei, Bacău-Chișinău (1992-2016);
- Limba Noastră cea Română, Centrul Expozițional Constantin Brâncuși UAP, Chișinău (1993-2010);
- Expoziție-concurs Bacoviana, Bacău (1993);
- Muzeul de Arte Plastice, Baia Mare, Romania (1996);
- Trienala de stampă, Varna, Bulgaria (1996);
- Concursul Internațional de ex-libris Jose Hernandez: In memoriam, Argentina (1997);
- Trienala de grafică, Bitola, R.Macedonia (1997);
- Bienala Mini-print, Tokyo, Japonia (1998);
- Concurs Minigravados 98, Barcelona, Spania (1998);
- Mini-lito 98, Chișinău, Centrul Expozițional Constantin Brâncuși UAP, Chișinău (1998);
- Minigrafica – Cluj, Romania (1999);
- Ex-Libris concurs „The Baltic road 89”, Vilnius, Lituania (1999);
- Lilla Europa 2000 – 1st International Biennial of Small Scale Painting and Printmaking, Suedia (2000);
- Seminar-atelier: Umbra coloanei lui Brâncuși-umbra infinitului, Centrul Expozițional Constantin Brâncuși UAP, Chișinău (2000);
- Ex-libris,concurs – Šiauliai, Lituania (2001);
- Saloanele de primăvară, Centrul Expozițional Constantin Brâncuși, UAP, Chișinău (2001-2010; 2016);
- Sculptura la îngemănare de milenii, Centrul Expozițional Constantin Brâncuși UAP, Chișinău (2002);
- Paper Art: Grafică pe hârtie manuală. Workshop, Centrul Expozițional Constantin Brâncuși UAP, Chișinău (2002);
- Paper Art: Grafică pe hârtie manual, Centrul Internațional de Cultură și Arte George Apostu, Bacău (2002);
- Expoziție de Grafică la Fundația Japoneză, Chișinău (2003);
- Nudul /orizont cultural/semnificant/configurări/. Centrul Expozițional „C. Brâncuși” UAP. Chișinău (2003);
- Hârtie manuală, Simpozion Internațional, Muzeul Național de Artă al Moldovei, Chișinău (2003);
- Ex-libris, Concurs, Kaunas, Republica Lituania (2003);
- Kulturelles sommerfest Vorsitzender des Burgerververeins Berlin-Britz ed.V (2003);
- Emergență, Sala Rotonda, Iași, România (2006);
- Expoziție de grup / Tudor Zbărnea, Elena Caracențev, Valentin Vărtosu / Galeria „Renascente”, or. Padova, Italia (2008);
- Bienala Internațională de Grafică, Ed. I, Ed. II. Centrul Expozițional Constantin Brâncuși UAP, Chișinău (2009, 2011);
- Expoziția internațională ȚDH Moscova – Iscusstvo Nații (2009);
- Bienala Internațională de Pictură, Chișinău, ed. II. ed. III (2010, 2013);
- Intersalon AJV (14th year of the international show of contemporary art), České Budějovice, Praga, Republica Cehă (2010);
- Expoziția Internațională „Tribuna graphic”. 30 creatori de marcă, Muzeul de Artă Cluj-Napoca, România (2010);
- „Vento dell’Est” Pinacoteca Publica, Capo d’Orlando, Italia (2012);
- Expoziție de grup Art and Culture of Europe the east to Rome, Muzeul de Civilizație Romana (2012);
- Expoziția „Acuarela” Centrul Expozițional „C. Brâncuși” UAP, Chișinău (2016);
- INTERSALON, Cesky Budiovitse, Cehia (2016);
- Saloanele de toamnă, UAP, Chișinău (2016).

### Afilieri
Face parte din mai multe organizații din Republica Moldova și străinătate, printre care:
- Uniunea Artiștilor Plastici din Republica Moldova (din 1995[1]);
- AIAP UNESCO.

## Premii
A primit numeroase premii și distincții:
- Premiul Uniunii Artiștilor Plastici din România, la expoziția-concurs de artă contemporană Saloanele Moldovei (1999);
- Premiul de Excelență pentru Grafică, acordat de Uniunea Artiștilor Plastici din Republica Moldova (2001);
- Premiul Uniunii Artiștilor Plastici din Republica Moldova pentru grafică (2005);
- Premiul UAP din Republica Moldova. Pentru grafică (2010);
- Premiul Ministerului Culturii Republicii Moldova „Mihai Grecu”, pentru excelență în domeniul Artelor Plastice (2016).